# 普門寺 (高槻市)
普門寺（ふもんじ）は、大阪府高槻市富田町にある臨済宗妙心寺派の寺院。山号は慈雲山。本尊は釈迦如来と十一面千手観音菩薩。

## 歴史
明徳元年（1390年）に説巌の開山により臨済宗建長寺派の寺として創建されたと伝えられるが、その後一旦荒廃していたようである。
永禄4年（1561年）に三好長慶がかつての主である細川晴元を幽閉し、監視できるように普門寺の復興と合わせて周囲に堀や土塁を構えた城郭として築城しなおし、普門寺城と呼ばれた。永禄6年（1563年）3月に晴元が当寺で亡くなった後、永禄9年（1566年）には三好三人衆に擁立された足利義栄が入り、ここで将軍宣下を行い室町幕府の征夷大将軍に就任している。

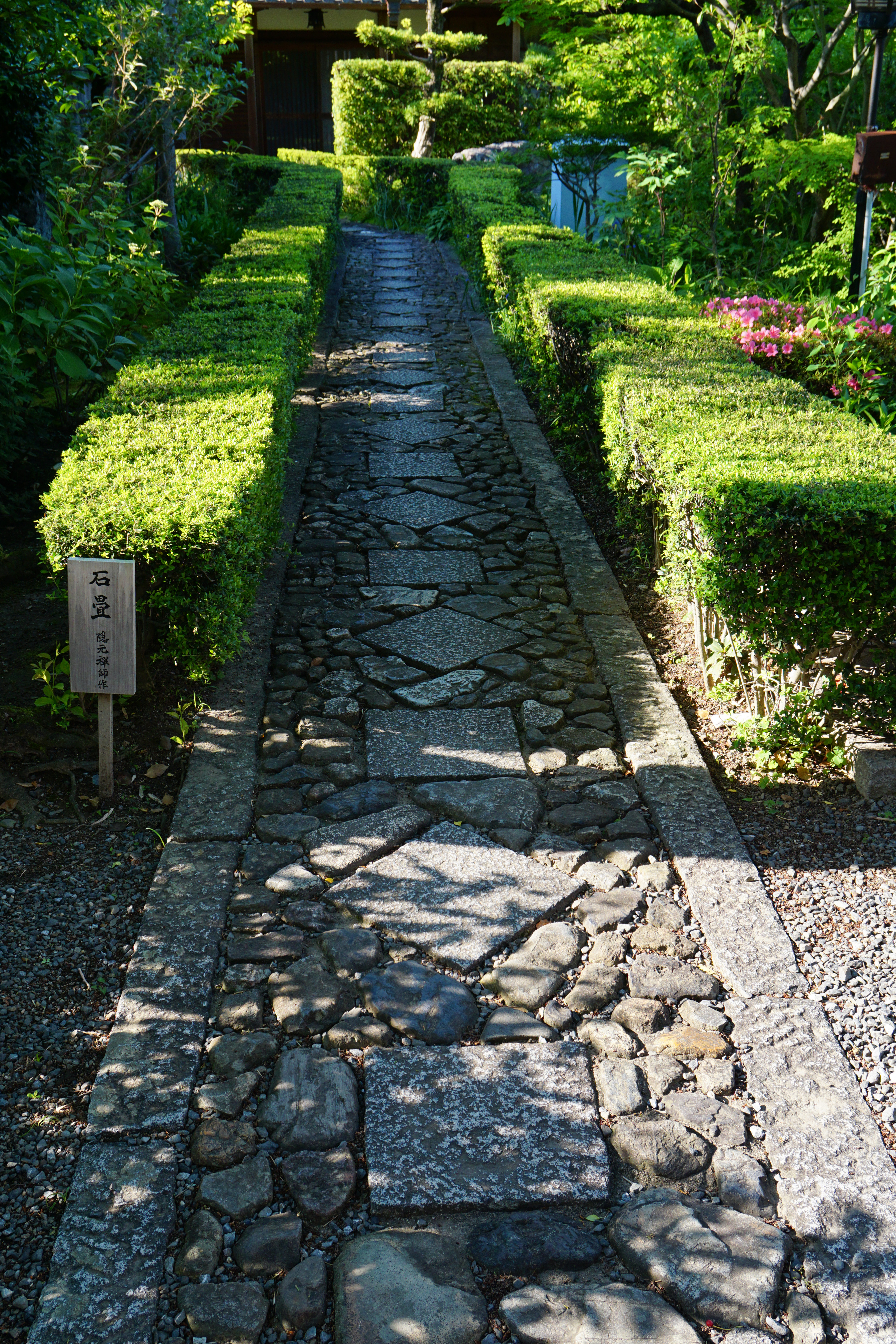
隠元作石畳

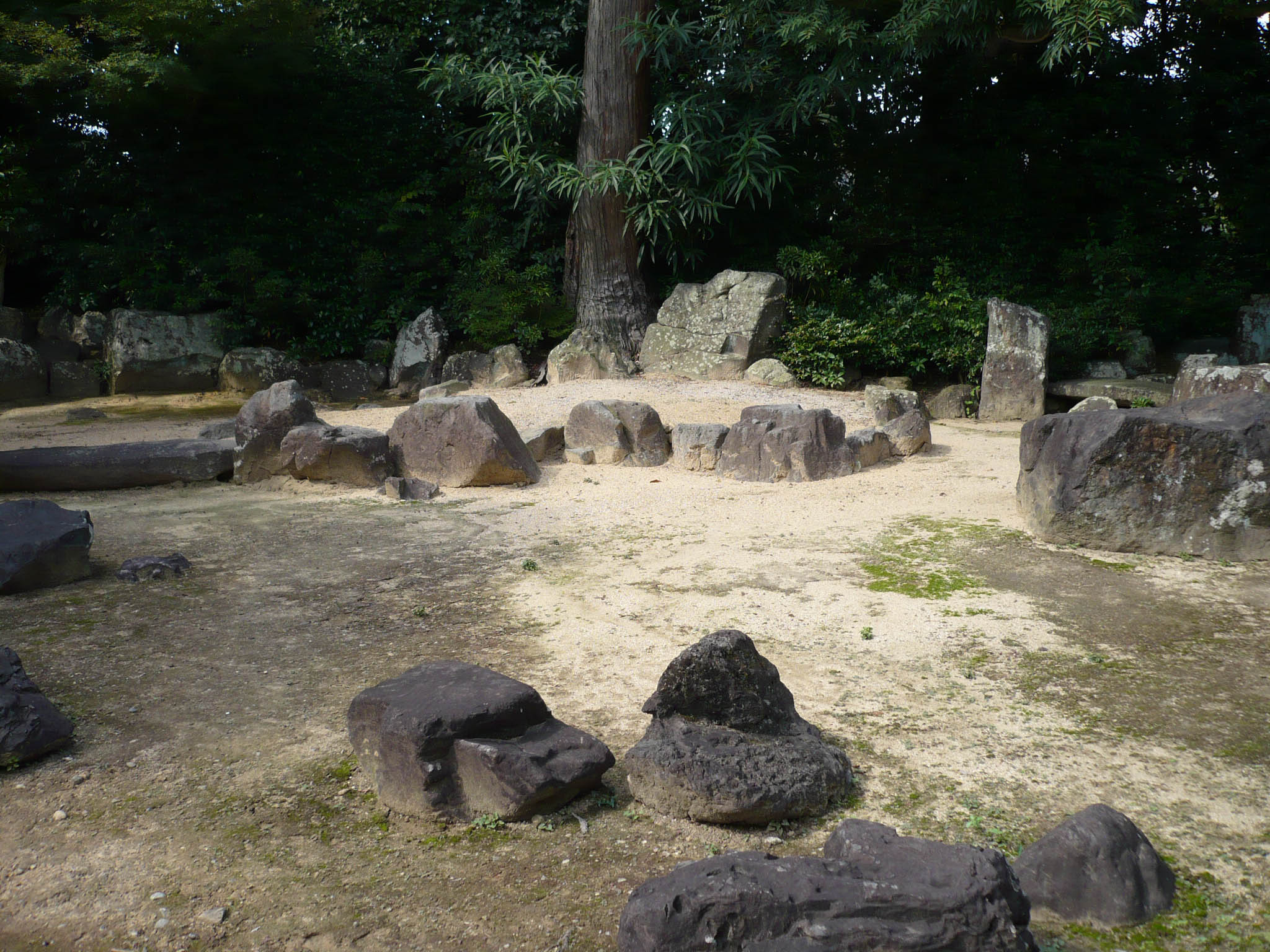
観音補陀落山の庭

慶長9年（1604年）に臨済宗妙心寺派に移り、龍安寺の末寺となっている。元和3年（1617年）に師の後を継いだ龍渓性潜が入山して第9代住持となり、その後40年かけて方丈や諸堂を造営し、巨刹として隆盛を誇ったと伝えられる。
明暦元年（1655年）には龍渓が明の高僧・隠元隆琦をこの寺に招いている。隠元は黄檗宗総本山である萬福寺を開くまでの約7年半、当寺の住持を務めている。隠元は萬福寺の住持を3年間務めた後隠棲しており、日本で住持として一番長く過ごしたのがここ普門寺であった。隠元が普門寺の住持となったことにより、普門寺はこの時に黄檗宗へと改宗しており、妙心寺と揉めることとなる。普門寺滞在中は寺外に出ることを禁じられ、また寺内の会衆も200人以内に制限されていたものの、後水尾上皇を始め各地から僧が集まり、仏殿、鐘堂、石庭などが整備され大いに栄えたという。
隠元が萬福寺へと去った後は、黄檗宗への改宗を巡って妙心寺内での対立もあり、寛文元年（1661年）頃には龍渓も自らが入山して再興した慶瑞寺へと移り、普門寺は再び臨済宗妙心寺派に復帰して龍安寺の輪番所となり、専任住持が置かれることはなかった。最盛時には3万㎡の広さに及び、当寺の鎮守社・三輪神社や本照寺も境内にあったが、明治の廃仏毀釈で寺地や諸堂を失い、昭和初期まで専任住職も置かれずに荒廃してしまった。
しかし、その後再興され、1977年（昭和52年）には方丈が重要文化財に、1981年（昭和56年）には庭園が国の名勝の指定を受けている。また境内には、戒名「龍昇院殿前右京兆心月清公大居士」と刻まれた細川晴元の墓といわれている宝篋印塔が建っている。

## 境内

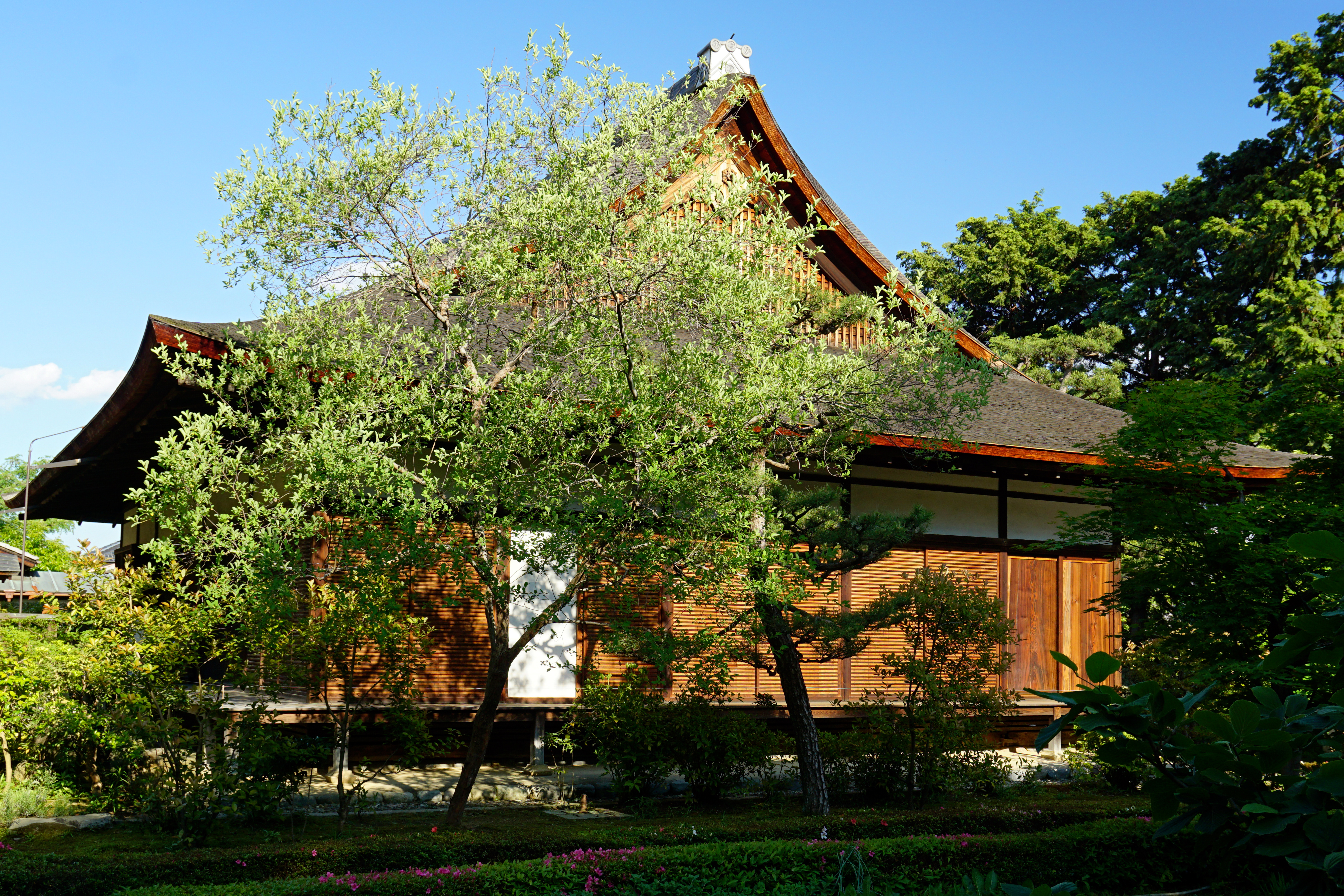
方丈

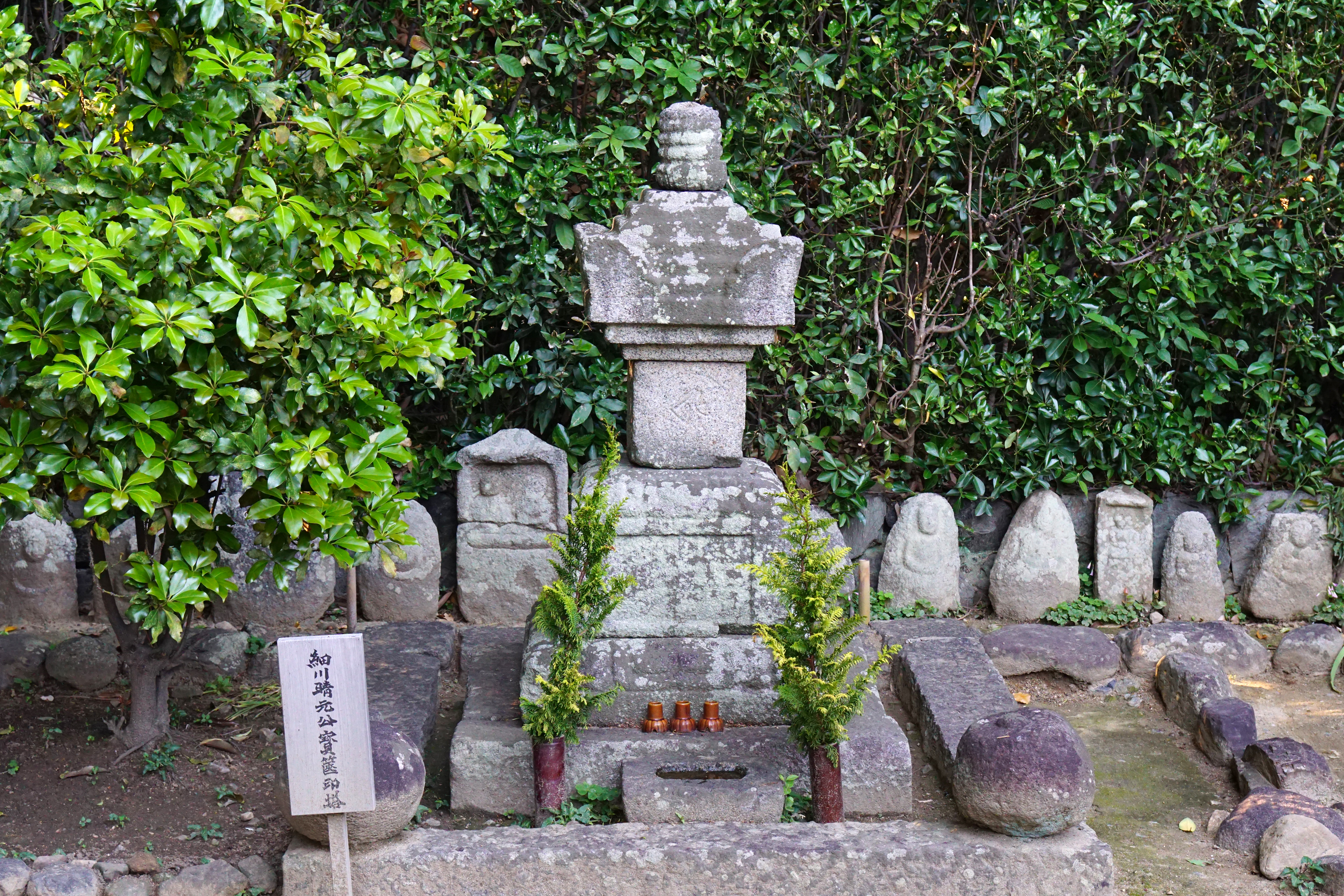
細川晴元の宝篋印塔

- 方丈（重要文化財） - 本堂。永禄年間（1558年 - 1570年）建立。元和7年（1621年）に現在地に移築された。1982年（昭和57年）には2年をかけて解体修理をし、瓦葺から杮葺に戻すなど創建当時の姿に復元している。25年に1度程度、屋根の杮葺の葺き替えを実施することにしており、2008年（平成20年）に復元後初めての葺き替えが行われた。山水・竹雀図の襖絵は狩野安信が正保2年（1645年）頃に製作したもの。欠損部の「淀川右岸天王山鵜殿前島菖景」は直原玉青筆である。
- 庭園「観音補陀落山の庭」（国指定名勝） - 阿武山を借景とした池泉式の枯山水庭園で、京都の妙蓮寺の僧であった玉淵坊の作とされる。京都の桂離宮の庭園にある「天の橋立」と同時期に作成されたとされており、そのような石組みが組み込まれている。枯山水としては変わった様式になっている。地形は多少の起伏があり、低い所を水面、やや小高い所を岸または島に見立て、要所に石を組み石橋を架したまとまりのよい枯山水庭であり、玉淵坊の作風を知る上で貴重である。
- 細川晴元の墓
- 普門寺城跡の土塁
- 庫裏
- 毘沙門堂（旧行者堂）
- 阿弥陀堂
- 山門
- 沙羅双樹（ナツツバキ）の庭

## 普門寺城

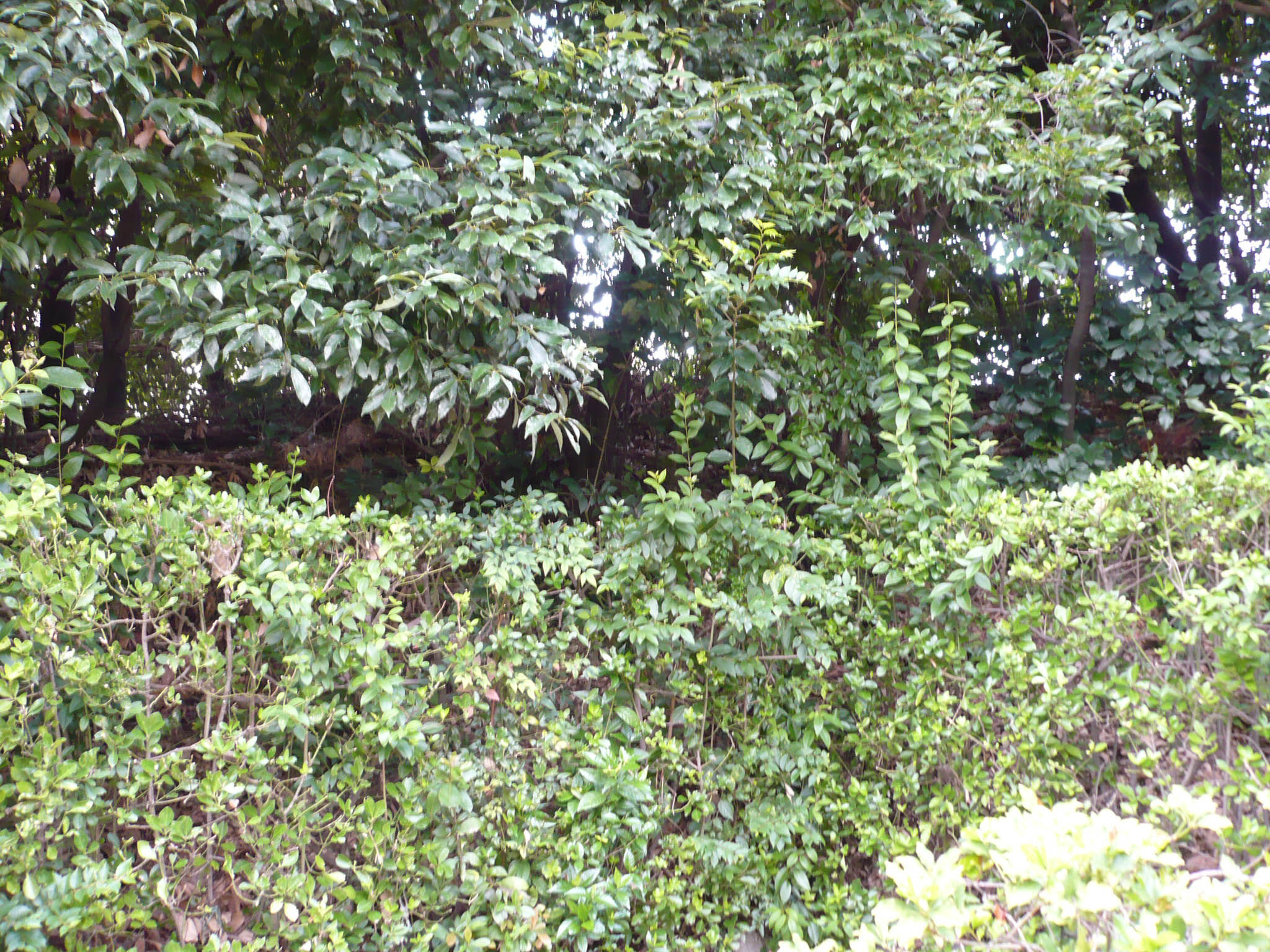
土塁跡

築城の時期は不明な点が多いが、永禄4年（1561年）に三好長慶がかつての主である細川晴元を幽閉し、監視できるように芥川山城の支城として築城したのではないかとされている。
規模に関しても現在の規模とは異なり、周辺の三輪神社、本照寺、高槻市立富田小学校も城郭の一部だったようで、最盛期には約3万㎡もあった。「富田寺内絵図」によると、北、西、南側に門が見受けられ、普門寺城の周りには水堀を巡らし、南西側には「筒井池」という池があり、この池も堀の一部であったようである。しかし、三輪神社が独立したり太平洋戦争後の農地解放等によって規模が六分の一にまで縮小した。また昭和中後期頃までには大規模な堀や土塁が残っていたようであるが、現在は境内の北側に土塁がわずかに残っている程度である。

## 文化財

### 重要文化財
- 方丈（本堂）附：棟札（1枚） - 1977年（昭和52年）に重要文化財に指定される。

### 国指定名勝
- 普門寺庭園 - 1981年（昭和56年）に国の名勝に指定されているが、2000年（平成12年）に、方丈や山門、毘沙門堂（旧行者堂）、隠元禅師作と伝えられる黄檗式石畳、普門寺城の遺構とみられる土塁等も庭園の景観に係わるものとして境内の大半が追加指定された。

## 施設情報

### 交通アクセス
- 電車でのアクセス 
  - JR京都線（東海道本線）「摂津富田駅」または阪急京都本線「富田駅」→徒歩約15分
- 車でのアクセス 
  - 名神高速道路茨木IC→国道171号→大阪府道127号
  - 参拝者用の無料駐車場有

### 拝観
- 拝観時間：午後1時30分 - 午後4時

## 周辺
- 本照寺 - 富田御坊。浄土真宗本願寺派別格別院。
- 教行寺
- 筒井池公園
- 三輪神社 - かつては普門寺の鎮守社であった。